# NGC 512
NGC 512 es una galaxia espiral de la constelación de Andrómeda. 
Fue descubierta en noviembre de 1827 por el astrónomo John Herschel.